# Bezpečnostně ohodnocený operační systém
Bezpečnostně ohodnocený operační systém (anglicky Security-evaluated operating system) je v informatice označení operačního systému, který získal certifikaci od externí organizace provádějící bezpečnostní audit, například certifikace B2 nebo A1 CSC-STD-001-83 Vyhodnocovacího kriteria důvěryhodného počítačového systému ministerstva obrany (USA) nebo Certifikaci obecného kritéria (CC).
Certifikáty nepotvrzují „spolehlivost“ IT produktu žádnou organizací, která uznává nebo vydává daný certifikát. Certifikát reprezentuje úspěšné splnění ověřovacích testů, díky kterým produkt splňuje požadavky CC na které byl vyhodnocován/testován.
Je třeba si uvědomit, že certifikace se vztahuje pouze na patřičnou konfiguraci systému běžící na konkrétní hardwarové
sestavě, certifikát platí pouze pro tuto specifickou konfiguraci a nevztahuje se už na stejný software, pokud jakýkoliv aspekt instalace je v jakémkoliv smyslu odlišný. Tyto scénáře jsou často velmi omezené v porovnání s normálním prostředím, ve kterém počítačové operační systémy běžně fungují.

## Certifikované systémy

### Trusted Solaris
Trusted Solaris je verze Solaris Unixového operačního systému zaměřená na bezpečnost. S primárním zaměřením na vládní výpočetní sektor, Trusted Solaris přidává detailní audity všech úloh, modulární (PAM) autentizaci, povinnou kontrolu přístupových práv, podporu dalších fyzických autentizačních zařízení a detailní řízení přístupu (FGAC).
Trusted Solaris až po verzi 8 má Common Criteria certifikát. Viz  a , Trusted Solaris verze 8 dostala certifikační úroveň EAL4 posílenou několika ochrannými profily. Pro vysvětlení úrovní EAL, viz .

### BAE Systems' STOP
BAE Systems' STOP verze 6.0.E dostala EAL4+ v dubnu 2004 a verze 6.1.E dostala EAL5+ certifikaci v březnu 2005. STOP verze 6.4 U4 dostala EAL5+ certifikaci v červenci 2008. Verze STOP předcházející verzi STOP 6 měly certifikaci B3 pod TCSEC. Zatímco STOP 6 je binárně kompatibilní s Linuxem, není odvozen od Linuxového jádra.

### Red Hat Enterprise Linux 5
Red Hat Enterprise Linux 5 dosáhl EAL4+ v červnu 2007.

### Red Hat Enterprise Linux 6
Red Hat Enterprise Linux 6 dosáhl EAL4+ v říjnu 2012.

### Novell SUSE Linux Enterprise Server
SUSE Linux Enterprise Server 9 od Novellu běžící na IBM eServeru byl certifikován na CAPPEAL4+ v únoru 2005.

### Microsoft Windows
Následující verze Microsoft Windows dostaly EAL 4 posílený o ALC_FLR.3 certifikaci:
- Windows 2000 Server, Advanced Server a Professional, každé se Service Packem 3 a hotfixem Q326886 na platformě x86 byly certifikované jako[6] posílené o ALC_FLR.3 v říjnu 2002 (toto zahrnuje standardní konfiguraci jako doménový řadič, server v doméně, samostatný server, pracovní stanice v doméně a samostatná pracovní stanice).

- Windows XP Professional a Embedded edice, se Service Packem 2, a Windows Server 2003 Standard a Enterprise edice (32 a 64bitové), se Service Packem 1, byly certifikovány v prosinci 2005.[7]

### Mac OS X
Apple Mac OS X a Mac OS X Server ve verzi 10.3.6 obojí s nainstalovaným Common Criteria Tools balíkem byly certifikované jako CAPP/EAL v lednu 2005.
Apple Mac OS X a Mac OS X Server v poslední verzi 10.4.6 ještě nebyly plně vyhodnocené, ale balík Common Criteria Tools je k dispozici.

### GEMSOS
Gemini Multiprocessing Secure Operating System je TCSEC A1 systém běžící na COTS hardwaru s procesorem typu x86.

### HP OpenVMS a SEVMS
CC B1/B3 systém původně firmy Digital Equipment Corporation (DEC), později Compaq, dnes Hewlett-Packard.

### Green Hills INTEGRITY
INTEGRITY-178B real-time operační systém firmy Green Hills Software byl certifikován na CC EAL6+ v září 2008. Běžící na embedded verzi PowerPC procesoru na kartě Compact PCI.